# Los Chicros
 (mars 2017).
Si vous disposez d'ouvrages ou d'articles de référence ou si vous connaissez des sites web de qualité traitant du thème abordé ici, merci de compléter l'article en donnant les références utiles à sa vérifiabilité et en les liant à la section « Notes et références ».
Los Chicros (ou plutôt Chicros) est un groupe de musique parisien fondé en 2001 par Philippe Monthaye et Mathieu Warsky. Ses quatre membres sont Arnaud Cambraye, Olivier Marguerit, Philippe Monthaye et Mathieu Warsky.

## Biographie
Le terme "Chicro" désigne en argot les "radins". Ils s'appellent ainsi car l'utilisation d'instruments bon marché, comme les synthétiseurs Casio leur confère un son distinctif.
Leur première chanson s'appelle Walking Backwards et paraît en 2002 sur la compilation I Hear Voices du label Record Makers.
En 2004, le magazine Les Inrockuptibles inclut leur chanson Back in the Wild dans leur compilation CQFD (Ceux qu'il faut découvrir). Cette même année, Back in the Wild sort en simple (en vinyle uniquement), accompagnée de deux titres originaux et de remixes par les artistes français Le Tone et Double T et par le groupe Greenskeepers (en) de Chicago.
En 2005, sort leur premier EP, Too Cool For School qui contient sept titres et des remixes par Le Tone, Syd Matters, Ben's Symphonic Orchestra et Turzi.
Entre 2005 et 2007, ils s'impliquent dans divers projets cinématographiques, comme le film du réalisateur japonais Nobuhiro Suwa Un couple parfait (avec Valeria Bruni Tedeschi et Bruno Todeschini) et La Question humaine de Nicolas Klotz, avec notamment Mathieu Amalric et Michael Lonsdale. Le remix de Back in the Wild par Greenskeepers (en) fut également entendu dans la série de la chaîne américaine ABC, Grey's Anatomy (Saison 2, Épisode 17).
Leur album Sour Sick Soul, qui contient le single Diskonoise, est sorti au Japon en 2006 et en Europe en 2007, accueilli par une presse unanime.
Le second album Radiotransmission est sorti en mai 2009, précédé du EP What's new today on TV? en avril/mai 2008. Là encore, la presse reconnait le talent des musiciens.

## Discographie
Ils ont réalisé plusieurs opus,,, dont :

### Albums
- Too Cool for School, 2005
- Valentine's day (2006)
- Sour Sick Soul, 2007
- Yvelive #12 (2014)
- Radio transmission (2009, réédité en 2014)
- What's new today on TV ? (2014)
- Voyage II (2014)

### EP
- Back in the Wild EP, 2003